# Voxelia
 (janvier 2017).
La société Voxelia est un éditeur de logiciels de simulation pour l'urbanisme, qui permettent notamment d'effectuer une simulation dynamique (en mouvement) de nouvelles infrastructures avant de passer à la réalisation,,.
Voxelia est fondée en 2009 par des chercheurs et ingénieurs du laboratoire IRTS-SeT de l'Université de Technologie de Belfort-Montbéliard (UTBM),.
En 2014, Voxelia est lauréat du Réseau Entreprendre.
L'entreprise s'est fait remarquer en travaillant sur plusieurs projets publics et médiatisés, notamment :
- La modélisation du site de Malsaucy en configuration accueil du festival rock des Eurockéennes[4].
- La modélisation du foncier du Port de Paris, afin d'effectuer des simulations autant pour l'implantation des nouveaux bâtiments que pour la simulation de la circulation et de l'accostage des bateaux [2].
- La modélisation 3D de villes comme Brest, Strasbourg[5] ou Belfort[4], qui permettent d'effectuer des simulations, par exemple de trafic de piétons ou de transports collectifs, jusqu'à la simulation de la prise d'un virage par un bus[2].
- La modélisation du Palais de Chaillot, à Paris qui permet au visiteur, à l'aide d'une borne interactive, de visiter le bâtiment à différentes époques, au passé (à l'origine) et au futur (après la rénovation en cours en 2016)[2].

En 2016, Voxelia participe avec Alstom et l'UTBM à un projet tripartite pour la réalisation d'un simulateur de conduite ferroviaire
Voxelia développe et maintient la plateforme simulate, basée sur les systèmes multi-agents et conçue en partenariat avec le laboratoire IRTES-SeT de l'Université de technologie de Belfort-Montbéliard. Cette solution logicielle vise à simuler du trafic dans des maquettes 3D pour l'aide à la décision dans l'aménagement urbain.
La société est en liquidation judiciaire en février 2017.